# لويس بول
لويس بول (بالإنجليزية: Louis Pohl)‏ هو كاتب ورسام أمريكي، ولد في 1915 في سينسيناتي في الولايات المتحدة، وتوفي في 22 ديسمبر 1999 في هونولولو في الولايات المتحدة.